# إف دي بي (صيغة ملف حاسب)
صيغة تعريف خطوط الحاسوب (ملحق اسم الملف .fdb) هي صيغة لملفات الخطوط الحاسوبية.
ويضم الملف بهذه الصيغة بيانات بصيغة الويب الصغيرة (.swf) يعرف بها الخط.